# Underworld d. Tales Vol. 16
Underworld d. Tales Vol. 16 är en singel av det svenska garagerockbandet The (International) Noise Conspiracy från 2002, utgiven som 7"-vinyl på det grekiska skivbolaget Sweet Mistakes Productions.

## Låtlista
A
1. "United By Haircuts"

B
1. "Abolish Work"

### Fotnoter
1. ↑  ”Underworld d. Tales Vol. 16”. Discogs.com. http://www.discogs.com/International-Noise-Conspiracy-Underworld-d-Tales-Vol-16/release/1914568. Läst 19 april 2012.